# Joseph-Marie Nielly
Pour les articles homonymes, voir Nielly.
Le baron Joseph-Marie Nielly est un marin français, né et mort à Brest (1751-1833). Il était également vice-amiral à titre honoraire.

## Avant la Révolution
D'un père officier, il devient mousse à 7 ans sur le vaisseau le Formidable et reçoit sa première blessure de guerre à 8 ans, lors de la bataille dite des Cardinaux (novembre 1759). Il navigue aux Antilles jusqu’à 1769 puis rejoint la marine de commerce. Capitaine marchand à 23 ans (1774), il revient finalement dans la marine Royale en 1778 comme lieutenant de frégate. Capitaine de flûte, il commande la Guyane, pendant toute la guerre d'indépendance américaine, essentiellement affectée à la conduite de convois. Le 17 août 1778, « La Guyane gabare française de 20 canons, commandée par M. Nielly, capitaine de flûte, se trouvant à une lieue à l’Ouest de l’Isle de Bas, essuya, sans se rendre, plus de 400 coups de canons de deux vaisseaux, de deux frégates, et d’un cutter ennemi et fut se réfugier dans l’Isle de Siècle. »
Une fois la guerre terminée, il navigue ensuite de nouveau au commerce mais rejoint la marine royale à l'occasion de la réforme du régime des officiers bleus en 1787 comme sous-lieutenant de vaisseau. En 1789/1790, il commande le Pilote des Indes, cutter d’escorte de la flotte de pêche de Granville, lors de son dernier voyage et jusqu’à son désarmement. Il est sur la flûte le Dromadaire d'abord comme second puis commandant de mai à décembre 1791 et effectue une mission de ravitaillement à destination des Antilles.

## Contre-amiral sous la Révolution
Il est promu en janvier 1792 lieutenant de vaisseau puis, en janvier 1793, capitaine de vaisseau. Il commande la frégate la Résolue dès la déclaration de guerre avec l’Angleterre. Il effectue différentes missions de course en Atlantique, dans le golfe de Gascogne et jusqu’en Manche, parfois seul, parfois au sein d'une division de frégates sous les ordres de Zacharie Allemand. Il est résolument républicain et fait adopter par son équipage un manifeste de soutien à la constitution de l'an I et l’adresse à la Convention. Ceci lui vaut en novembre 1793 une promotion comme contre-amiral. En avril 1794, il est chargé sur le Sans Pareil de conduire une escadre de 5 vaisseaux et de deux frégates à la rencontre du convoi Van Stabel qu’il ne trouve pas mais effectue un nombre important de prises : 30 marchands, la frégate Castor (en) (elle sera reprise quelques jours plus tard avant de pouvoir atteindre Brest) et la corvette Alerte. Faisant finalement sa jonction avec l’escadre Villaret-Joyeuse, il commande depuis le Républicain l’arrière-garde lors de la bataille du 13 prairial an II. Le Républicain est l'un des combattants les plus acharnés et subit de lourdes pertes.
Toujours à la tête d'une division, il s’empare en novembre 1794 de l'Alexander, l’un des très rares vaisseaux de ligne anglais pris par les Français pendant les guerres de la Révolution et de l’Empire, malgré une résistance acharnée de celui-ci.
Il commande la troisième escadre de l'armée navale de Brest et participe aux désastreuses campagnes du Grand Hiver (décembre 1794) sous Villaret-Joyeuse, et d’Irlande (1796) au sein de l'escadre de  Morard de Galles. Sur la Résolue (la Convention a ordonné sur recommandation de Jeanbon Saint André que les amiraux naviguent sur des frégates et non sur des vaisseaux de ligne), il rejoint la baie de Bantry mais à la suite d'un abordage accidentel par un autre bâtiment, la Résolue perd une partie de sa mâture. Il envoie son canot en reconnaissance mais il s’échoue : sous le nom de « Yole de Bantry » elle est conservée comme une relique jusqu’à aujourd’hui. La flotte et l’armée qu’elle transporte dépourvues d’ordres et de commandement – la frégate sur laquelle l’amiral Morard de Galles et le général Hoche ont effectué la traversée s’est perdue en route dans la tempête – retournent à Brest.
Nielly est ensuite commandant d’armes à Brest puis à Lorient et enfin Préfet maritime à Dunkerque dès la création de ces préfectures jusqu'à 1803.

## Fin de carrière
Il démissionne et quitte le service actif en 1803, en conflit permanent avec le ministre Decrès, acharné à écarter les talents. Il ne sera plus fait appel à lui pendant tout l'Empire. Il devient toutefois Baron d'Empire, mais bien tard : en 1814. Il meurt en 1833, vice-amiral honoraire (1821).